# Европско првенство у атлетици на отвореном 1934 — штафета 4 x 400 метара за мушкарце
Трка штафета 4 х 400 м у мушкој конкуренцији на 1. Европском првенству у атлетици 1934. у Торинуу одржана је 9. септембра на Стадиону Бенито Мусолини.

## Земље учеснице
Учествовале су 4 штафете из 4 земље.
1. Италија (4)
2. Немачка (4)
3. Француска  (4)
4. Шведска (4)

## Освајачи медаља
|         |           |         |
| Немачка | Француска | Шведска |

## Резултати

### Финале
| Место | Атлетичари | Земља                                                         | Резултат | Бел.    |
| ----- | ---------- | ------------------------------------------------------------- | -------- | ------- |
|       | Немачка    | Хелмут Хаман Ханс Шеле Хари Војт Адолф Мецнер                 | 3:14,1   | РЕП, НР |
|       | Француска  | Робер Пол Жорж Гије Ремон Боасе Пјер Скавински                | 3:15,6   | НР      |
|       | Шведска    | Свен Стремберг Per Pihl Густав Ериксон Бертил фон Вахенфелт   | 3:16,6   |         |
| 4     | Италија    | Ђакомо Карлини Анђело Фрерарио Марио Рабаљино Еторе Тавернаро | 3:19,0   |         |